# カドゥナ空港
カドゥナ空港（カドゥナくうこう、英語: Kaduna Airport） (IATA: KAD, ICAO: DNKA) とは、ナイジェリア・カドゥナ州カドゥナにある空港である。この空港は1つのターミナルで構成されている。
カドゥナにはこの新しい空港の南東に古い空港がある。

## 就航航空会社と就航都市
| 航空会社           | 就航地 |
| ------------------ | ------ |
| アリクエア         | ラゴス |
| チャンチャンギ航空 | ラゴス |
| IRS航空            | ラゴス |

## 事件・事故
- 1995年に当空港でナイジェリア・エアウェイズ357便事故が発生した。
- 2010年8月20日、チャンチャンギ航空（英語版）334便（ボーイング737-200、機体記号：5N-BIF）がローカライザーアンテナに衝突し、滑走路の手前に墜落した。乗客数人が軽傷を負い機体が大破した。ナイジェリア航空当局よりたびたび運航停止の処分を受けていたチャンチャンギ航空は、この航空事故によってまたも運行を休止せざるを得なくなった[5]。